# Gyula Horn
Gyula János Horn (5. července 1932 Budapešť – 19. června 2013 tamtéž) byl maďarský politik a ekonom, poslední ministr zahraničí Maďarské lidové republiky a jedna z osobností pádu komunismu v Maďarsku. V letech 1994–1998 zastával úřad třetího premiéra Maďarské republiky.

## Biografie
Roku 1954 se stal členem tehdejší vládnoucí komunistické strany Magyar Dolgozók Pártja a od roku 1956 její pokračovatelky přetransformované Magyar Szocialista Munkáspárt, jejímž členem byl až do pádu komunismu v roce 1989.
Během protikomunistického povstání v roce 1956 se připojil k takzvaným brigádám „Pufajkások“ (někdy také nazývané Kádárovi husaři), což byla komunistická polovojenská organizace, jejímž cílem bylo po boku sovětské intervenční armády bojovat proti revolucionářům a upevnit pozici Jánose Kádára, jako nového vůdce porevolučního komunistického lidového Maďarska. Působil zde až do června 1957.
Pracoval jako zpravodaj ministerstva financí, poté se věnoval diplomatické oblasti v jugoslávském Bělehradu a bulharské Sofii.

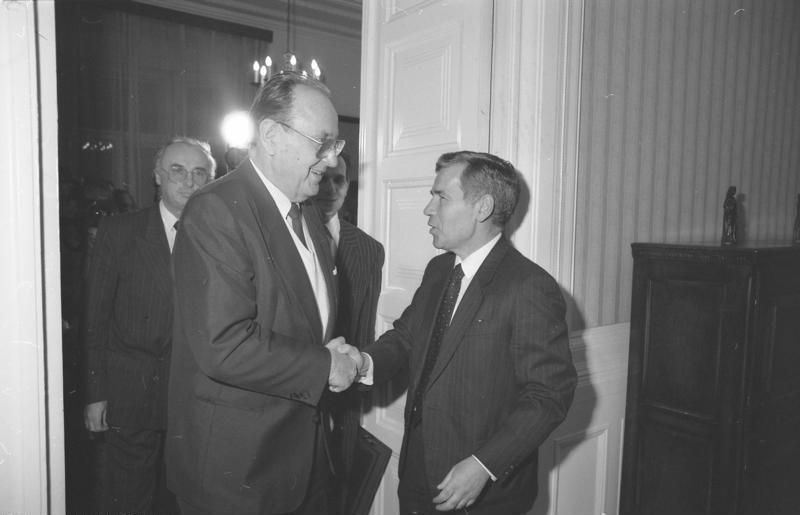
Hans-Dietrich Genscher a Gyula Horn

Dne 10. května 1989 byl jmenován ministrem zahraničí MLR, během jeho úřadování došlo k Panevropskému pikniku. Ve funkci byl až do 23. května 1990.
Po prvních svobodných volbách roku 1990 usednul v parlamentu jako předseda levicové MSZP. Ve stejném roce mu byla udělena Karlova cena.
Po čtyřech letech v opozici drtivě zvítězil se svou stranou v parlamentních volbách 1994 a stal se v pořadí třetím premiérem Maďarské republiky. Jeho koaliční vláda MSZP-SZDSZ díky stabilní většině v parlamentu vydržela po celé volební období, avšak v následujících parlamentních volbách byla MSZP poražena středo-pravicovým Fideszem a novým premiérem se stal Viktor Orbán. Na říjnovém sjezdu se Gyula Horn vzdal vedení své strany a novým předsedou byl zvolen László Kovács. Poslancem parlamentu byl Horn nepřetržitě až do roku 2010.
Roku 2007 byl Gyula Horn tehdejším premiérem Ferencem Gyurcsányem (MSZP) navržen na ocenění Magyar Köztársaság Érdemrendjének Polgári Tagozata. Tehdejší prezident republiky László Sólyom mu však odmítl ocenění udělit, s poukázáním na skutečnost, že Gyula Horn během protikomunistického povstání v roce 1956 bojoval spolu se sovětskými vojsky proti maďarským revolucionářům, což je v rozporu s ústavními hodnotami současné Maďarské republiky.

## Knihy
- Cölöpök (1991)
- Azok a kilencvenes évek… (1999)

- Ferenc Kubinyi: Vaskorona. (Edition Litfas, 1995)
- Szabolcs Szerdahelyi: Hiányzó cölöpök – Ami a Horn Gyula életrajzból kimaradt. (Kairosz Kiadó, 2002)